# Vlasta Večeřová
Vlasta Večeřová (* 18. prosince 1931) byla česká a československá politička Komunistické strany Československa a poslankyně Sněmovny lidu Federálního shromáždění za normalizace.

## Biografie
K roku 1981 se profesně uvádí jako vedoucí odboru. Ve volbách roku 1981 zasedla do Sněmovny lidu (volební obvod č. 111 - Žďár nad Sázavou, Jihomoravský kraj). Ve Federálním shromáždění setrvala do konce funkčního období, tedy do voleb roku 1986.